# TýTý 2006
Dne 17. března 2007 se konalo slavnostní vyhlášení XVI. ročníku prestižní ankety TýTý 2006. Přímý přenos vysílala TV Nova v sobotu večer ve 20.00.

## Výsledky
| Kategorie                             | Vítěz                     | Televize       |
| ------------------------------------- | ------------------------- | -------------- |
| Osobnost televizního zpravodajství    | Jolana Voldánová          | Česká televize |
| Osobnost televizní publicistiky       | Radek John                | TV Nova        |
| Osobnost televizních zábavných pořadů | Vladimír Hron             | Česká televize |
| Zpěvák                                | Karel Gott                |                |
| Zpěvačka                              | Lucie Bílá                |                |
| Herec                                 | Miroslav Donutil          | Česká televize |
| Herečka                               | Daniela Šinkorová         | TV Nova        |
| Seriál roku                           | Ordinace v růžové zahradě | TV Nova        |
| Pořad roku                            | StarDance                 | Česká televize |
| Objev TýTý                            | Zbyněk Drda               | TV Nova        |
| Absolutní vítěz                       | Karel Gott                |                |
| Dvorana slávy                         | Zdeněk Velíšek            | Česká televize |